# ジェネアロジー
ジェネアロジー（英語: Genealogy）は、ユーロビジョン・ソング・コンテスト2015でアルメニアを代表するために結成されたアルメニアのスーパーグループであった。6人のメンバーのうち5人は、1915年のアルメニア人虐殺の後、小アジアを離れたアルメニア人の子孫である。
グループはユーロビジョン・ソング・コンテスト2015で「Face The Shadow」という曲を演奏した。この曲は元々「Don't Deny」というタイトルであったが、アルメニア人虐殺の否定を批判するため、政治的すぎると見なされた後に現在のタイトルに変更した。

## メンバー
グループはアルメニア人虐殺の100周年記念として結成した。最初のメンバーはアルメニア系フランス人のエッサイ・アルトゥニャンであり、2015年2月16日に発表された。その後、アルメニア系アメリカ人のテイマー・カプレリャン、アルメニア系エチオピア人のバヘ・ティルビャン、日本に在住するアルメニア系アメリカ人のステファニー・トパリャン、アルメニア系オーストラリア人のメアリー＝ジーン・オドハティ・バスマジャンが加わった。最後のメンバーはアルメニア本国を代表するインガ&アヌシュ姉妹の妹インガである。
2015年4月28日、5人の外国人のメンバーはセルジ・サルキシャン大統領からアルメニアのパスポートを手渡された。